# Pneumoperitoneo
Il termine pneumoperitoneo identifica la presenza di aria libera all'interno della cavità peritoneale.
Rappresenta generalmente una complicanza di un'altra patologia sottostante, come l'ulcera duodenale, o rappresentare la conseguenza di un trauma penetrante a livello addominale: può avere anche causa iatrogena, specie in occasione di procedure chirurgiche.

## Eziologia
La causa più comune di pneumoperitoneo è la perforazione intestinale, ossia la formazione di un pertugio attraverso i vari strati della parete intestinale, con passaggio d'aria dal lume dell'intestino (tecnicamente in comunicazione con l'esterno del corpo) all'interno del cavo peritoneale. Le principali patologie che causano perforazione sono:
- ulcera duodenale[1][6]
- ulcera peptica[7][8]
- peritonite[4][9][10]
- rottura di un diverticolo[5][11]
- neoplasie intestinali[12]
- enterocolite necrotizzante[13][14]

Altra frequente causa di pneumoperitoneo sono gli eventi traumatici, nel caso in cui avvenga la perforazione di tutti gli strati della parete addominale: in questa eventualità, la pressione atmosferica -maggiore di quella all'interno dell'addome- determina l'entrata di aria dall'esterno, che può accumularsi all'interno del cavo addominale.
Non rari sono gli eventi iatrogeni, ovvero quelli dovuti a cause mediche. Tra di essi i più diffusi sono:
- laparotomia e laparoscopia[16][17]
- perforazione intestinale nel corso di un'endoscopia[18][19]

Assai raramente possono essere individuate altre cause, come la rottura di una cisti pleurica con formazione di una fistola e passaggio di aria attraverso il diaframma.

## Diagnosi
La diagnosi di pneumoperitoneo avviene tramite radiodiagnostica, in special modo con l'utilizzo TC, che avendo una risoluzione maggiore rispetto al normale esame radiografico permette di individuare sacche d'aria di dimensioni assai ridotte. Il paziente deve rimanere in posizione eretta, in modo che l'aria accumulata all'interno del cavo peritoneale tenda a muoversi fisiologicamente verso l'alto, rendendosi visibile come bolle o falci a ridosso del diaframma.

## Trattamento
Pneumoperitonei di piccole dimensioni possono essere fisiologicamente riassorbiti. A seconda dell'entità, si può altresì optare per una terapia di tipo conservativo o (nei casi più gravi) chirurgico, tramite laparotomia esplorativa.